# Johann Joseph Wilczek
Johann Joseph Maria von Wilczek (Gross-Petrowitz, 18 giugno 1738 – Vienna, 2 febbraio 1819) fu un Feldmaresciallo austriaco.

## Biografia
Johann Joseph Maria von Wilczek nacque a Gross-Petrowitz, in Slesia, il 18 giugno 1738, figlio del Feldzeugmeister austriaco Joseph Maria Balthasar von Wilczek († 10 giugno 1787). Dopo aver completato gli studi presso il collegio Theresianum di Vienna nel 1757, studiò diritto e nel 1760 a soli 22 anni venne nominato consigliere di stato.
Criticato aspramente per la sua facile carriera (forse avvantaggiata dalla figura del padre), venne destinato all'Italia ove avrebbe trovato la sua seconda patria. A partire dal 1766, infatti, venne , questo è accaduto nel corso dell'anno nel 1766 alla sua nomina come consulente per la nuova costituzione del Supremo Consiglio di economia a Milano. Qui, sotto la presidenza del conte Carli, imparò a conoscere la situazione italiana e vide proprio in quegli anni la ripresa economica della Lombardia, impegnandosi anche in prima persona in campo culturale per la diffusione della letteratura e della scienza a Milano.
Tuttavia egli venne costretto ad abbandonare momentaneamente il milanese per terminare il compimento del suo Grand Tour in Italia, Francia e Germania. Ritornato in patria, venne nominato dall'Imperatrice Maria Teresa quale inviato straordinario presso la corte di suo figlio Leopoldo, granduca di Toscana. Egli giunse a Firenze il 14 marzo 1771, dove ricevette un appartamento personale al Palazzo Crocetta. Ottenne quindi il libero accesso alla corte granducale e seppe anche a Firenze guadagnarsi la fiducia del Granduca, il quale era stato anch'egli governatore a Milano. Nel corso del 1772 accompagnò Leopoldo in un viaggio in Maremma, ma venne ben presto costretto a chiedere una licenza per poter fare ritorno a Vienna a causa del cattivo stato di salute del padre, il quale morì nel maggio di quell'anno.
Il 29 ottobre 1772 venne nominato motu proprio dall'Imperatore Giuseppe proprio consigliere privato nonché Ciambellano, notandone il valente spirito organizzativo e l'accuratezza nel saper relazionare i fatti di politica e sociali.
Lo strano destino della sua vita lo riportò da dove la sua carriera aveva avuto inizio e cioè a Milano ove giunse il 29 luglio 1782 dopo la morte del suo predecessore, il conte Karl Joseph von Firmian, il quale aveva svolto la funzione di rappresentante per conto dell'arciduca Ferdinando d'Austria-Este che ricopriva il ruolo formale di governatore del ducato. Wiliczek ottenne quindi la carica di plenipotenziario del milanese, favorito anche dalla sua amicizia personale con l'arciduca Ferdinando il quale, essendo figlio del granduca Leopoldo di Toscana, lo aveva visto a corte sin da piccolo e lo stimava come diplomatico e uomo di grande cultura. Egli si preoccupò nel nuovo incarico di riorganizzare il sistema finanziario, con grande soddisfazione dell'Imperatore, non mancando di relazionare in continuazione a Vienna la situazione del ducato (il suo copiosissimo carteggio si trova oggi nell'Archivio di Stato di Vienna).
Egli non tralasciò alcun aspetto della vita del ducato milanese, interessandosi in particolare del commercio e dell'industria, incoraggiando la costruzione di strade, centri commerciali e incrementando il già efficiente sistema postale. Egli rimase alla propria carica sino all'ultimo, giungendo al 1796 quando i Francesi occuparono la Lombardia.
Si concluse così la sua carriera pubblica e si ritirò a vita privata, dopo che nel 1792 era già stato nominato Cavaliere del Toson d'Oro.
Egli morì il 2 febbraio 1819 a Vienna. Nella sua vita si era sposato due volte: la sua prima moglie, Teresa, figlia del principe Franz Wenzel von Clary Aldringen, morì senza figli nel mese di agosto dell'anno 1790, ed egli si risposò poi con Marie Louise Beatrice, figlia del conte Johann von Hardegg, la quale il 10 aprile 1800 diede alla luce una figlia, Louise, che in seguito sposò il Conte Alois Almásy.

## Massoneria
Wilczek fonda a Milano nel 1783 la Loggia "La Concordia", con patente degli Illuminati di Baviera, che aderisce alla Gran Loggia Nazionale di Vienna  nel 1784, anno in cui Wilczek assume la carica di gran maestro provinciale per la Lombardia austriaca. La Loggia godeva della benevolenza di Giuseppe II d'Austria, che non ne aveva autorizzate altre a Milano. I membri della Concordia si riunivano a Palazzo Fontana-Silvestri, nel salotto della marchesa Paola Castiglioni. La Concordia viene però sciolta nel gennaio 1800, data la partecipazione di elementi giudicati troppo liberali o persino giacobini.